# 黄埭镇
黄埭镇，是中华人民共和国江苏省苏州市相城区下辖的一个乡镇级行政单位。
黄埭镇古名春申埭，又名埭川、埭溪。隶属苏州市相城区，距苏州市中心约14.5公里，东与渭塘镇相连，南与黄桥街道、浒墅关镇接壤，西与无锡市鸿山街道相邻，北与北桥街道毗邻。主要景点为春申湖公园、苏州评弹公园、冯梦龙村旅游景区。
黄埭镇总面积56平方千米（2017年），总人口141556人（2017年）。
黄埭镇境内河港浜纵横交织，地势平坦，是吴县五大镇之一，素有江南鱼米之乡美誉。先后获得国家卫生镇、国家生态优美镇、江苏省文明镇、江苏省卫生镇、江苏省科技示范乡镇等荣誉称号。
获得荣誉：2018年度全国综合实力千强镇。2018年中国乡镇综合竞争力100强。2016-2018年度江苏省文明镇。2019年中国百强乡镇第63名。2020年7月，全国爱国卫生运动委员会重新确认黄埭镇为国家卫生乡镇。2021年9月，入选“2021年全国千强镇”。2023年9月24日，入选“2023中国乡镇综合竞争力百强”，排名第54。2023年10月28日，入选“2023年全国综合实力千强镇”，排名第56。
交通：7苏州轨道交通7号线
苏州轨道交通7号线（Suzhou Rail Transit Line 7）是苏州市正在建设的一条地铁线路，预计于2024年12月开通初期运营，标志色为浅紫色。
苏州轨道交通7号线，线路起于相城区黄埭镇的春秋路站，途经相城区、苏州工业园区、吴中区，贯穿黄埭核心区、高铁苏州北站、高铁新城、相城区核心区、苏州工业园区湖西核心区、吴中区中心、越溪、吴中太湖新城，止于吴中区的旺山路站，呈南北走向。
苏州轨道交通7号线，线路全长49.0千米；共设置38座车站，全部为地下车站；采用6节编组B型列车。

## 行政区划
黄埭镇下辖以下地区：截至2021年，黄埭镇下辖长康社区、西桥村、鹤泾村、方埝村、胡桥村、青龙社区、古宫社区、东新社区、埭川社区、斜桥社区、旺庄村、长泾社区、三埂村、潘阳社区、裴圩社区、金龙村、冯梦龙村、春申社区。